# کاندیداهای ریاست جمهوری حزب دموکرات، ۲۰۱۶
این مقاله کاندیداهای انتخابات مقدماتی حزب دموکرات برای انتخابات ریاست‌جمهوری ایالات متحده آمریکا (۲۰۱۶ میلادی) را در بر می‌گیرد.

## کاندیداها
افراد زیر یکی از این اقدامات را انجام داده‌اند: رسماً اعلام کاندیداتوری کرده‌اند؛ به عنوان کاندیدا در کمیسیون فدرال انتخابات پرونده تشکیل داده‌اند.

### کاندیداهای حاضر در نظرسنجی‌های اصلی
3 کاندید زیر در پنج یا بیشتر نظرسنجی ملی ذکر شده‌اند. این سه نفر کاندیدای های پیشرو دموکرات ها تا  می باشند .
| نام            | متولد                                       | مناصب فعلی/قبلی | ایالت         | اعلام کاندیداتوری در | کاندیداتوری                                                                                    | منبع        |
| -------------- | ------------------------------------------- | --- | ------------- | -------------------- | ---------------------------------------------------------------------------------------------- | ----------- |
| هیلاری کلینتون | ۲۶ اکتبر ۱۹۴۷ (سن ۷۷ سال) شیکاگو            | وزیر امور خارجه ایالات متحده آمریکا (۲۰۰۹–۲۰۱۳) نامزد انتخابات ریاست جمهوری در سال ۲۰۰۸ سناتور ایالات متحده از نیویورک (۲۰۰۱–۲۰۰۹) بانوی اول ایالات متحده آمریکا (۱۹۹۳–۲۰۰۱) بانوی اول آرکانزاس (۱۹۷۹–۱۹۸۱, ۱۹۸۳–۱۹۹۲) | ایالت نیویورک | ۱۲ آوریل ۲۰۱۵        | (Positions • Positions) • Website) FEC Filing                                                  | [ ۱ ] [ ۲ ] |
| مارتین اومالی  | ۸ سپتامبر ۱۹۴۸ (سن ۷۶ سال) بروکلین، نیویورک | فرماندار مریلند (2007–2015) شهردار بالتیمور (۱۹۹۹–۲۰۰۷) | مریلند        | ۳۰ می ۲۰۱۵           | (Positions • Campaign) • Website بایگانی‌شده در ۲۶ ژانویه ۲۰۱۶ توسط Wayback Machine) FEC Filing | [ ۳ ]       |
| برنی سندرز     | ۱۸ ژانویه ۱۹۶۳ (سن ۶۲ سال) واشینگتن، دی.سی. | نماینده ایالات متحده از ورمانت (۱۹۹۱–۲۰۰۷) سناتور ایالات متحده از ورمانت از سال ۲۰۰۷ تا کنون شهردار برلینگتون (۱۹۸۱-۱۹۸۹)                                                                                              | ورمانت        | ۳۰ آپریل ۲۰۱۵        | (Positions • Campaign) Website) FEC Filing\|\|                                                 |             |

### سایر کاندیداها
افراد زیر این اقدامات را انجام دادند : رسماً اعلام کاندیداتوری کرده‌اند؛ به عنوان کاندیدا در کمیسیون فدرال انتخابات پرونده تشکیل داده‌اند.
| نام                | متولد                                        | مناصب فعلی/قبلی                                                                              | ایالت           | اعلام کاندیداتوری در | کاندیداتوری          | وضعیت رای گیری                 | منبع                       |
| ------------------ | -------------------------------------------- | -------------------------------------------------------------------------------------------- | --------------- | -------------------- | -------------------- | ------------------------------ | -------------------------- |
| جف باس             | ۲۰ مه ۱۹۶۳ (سن ۶۱ سال) نیویورک               | نامزد چند ساله                                                                               | نیو جرسی        | 18 آگوست , 2014      | (Website) FEC Filing |                                | [ ۵ ]                      |
| هری براون          | ۶ نوامبر ۱۹۴۸ (سن ۷۶ سال) کامپتون، کالیفرنیا | مشاور انرژی                                                                                  | جورجیا          | ۲۸ می , ۲۰۱۵         | (Website) FEC Filing |                                |                            |
| Rocky De La Fuente | ۱۰ اکتبر ۱۹۵۴ (سن ۷۰ سال) سن دیگو            | بازرگان                                                                                      | کالیفرنیا       | ۱ اکتبر , ۲۰۱۵       | FEC filing           | AL, AR, AZ, LA, MO, NH, OK, TX | [ ۹ ] [ ۱۰ ] [ ۱۱ ] [ ۱۲ ] |
| کیت راسل جاد       | ۲۳ مه ۱۹۵۸ (سن ۶۶ سال) پاسادینا، کالیفرنیا   | نامزد چند ساله                                                                               | تگزاس           | ۱۶ آگوست, ۲۰۱۴       | FEC filing           | OK, NH, TX, LA                 | [ ۱۴ ] [ ۱۵ ]              |
| دیوید میلز         | ۲۴ ژانویه ۱۹۵۹ (سن ۶۶ سال)                   | مولف                                                                                         | ویرجینیای غربی  | ۷ می, ۲۰۱۵           | FEC Filing           |                                |                            |
| سام اسلون          | ۷ سپتامبر ۱۹۴۴ (سن ۸۰ سال) ریچموند، ویرجینیا | مدیر سابق شطرنج نامزد حزب آزادیخواه ۲۰۱۲                                                     | ایالت نیویورک   | ۲۹سپتامبر , ۲۰۱۵     | (Website) FEC filing | NH                             |                            |
| ورمن سوپریم        | تاریخ تولد نامعلوم                           | هنرمند و نامزد چند ساله نامزد انتخابات ریاست جمهوری در سال 2004، 2008 و 2012                 | ماساچوست        | ۲۰ نوامبر ۲۰۱۵       |                      | NH                             | [ ۱۸ ] [ ۱۹ ]              |
| رابرت ولز          | ۱۰ آوریل ۱۹۶۸ (سن ۵۶ سال) جورجیا             | مربی سابق فوتبال گریدیرون دانشگاه ایالتی ساوانا                                              | کارولینای شمالی | ۷ اکتبر , ۲۰۱۳       | (Website) FEC Filing | FL                             | [ ۲۰ ] [ ۲۱ ]              |
| ویلی ویلسون        | ۱۶ ژوئن ۱۹۴۸ (سن ۷۶ سال) گیلبرت، لوئیزیانا   | 2015 شیکاگو نامزد شهرداری بازرگان                                                            | ایلینوی         | ۱۵ می, ۲۰۱۵          | (Website) FEC Filing | SC, TX, FL, LA                 | [ ۱۵ ] [ ۲۲ ] [ ۲۳ ]       |
| جان ولف، جونیور    | زاده ۱۹۵۴ (age 60-61)                        | وکیل نامزد حزب دموکرات برای مجلس نمایندگان آمریکا برای منطقه تنسی ۳ کنگره، ۲۰۰۲، ۲۰۰۴ ، 2010 | تنسی            | ۹ نوامبر ۲۰۱۵        |                      | AR, NH, LA                     | [ ۱۵ ] [ ۲۴ ] [ ۲۵ ]       |

### قبل از انتخابات مقدماتی کناره گیری کردند
| نام         | متولد                                            | مناصب فعلی/قبلی                                  | ایالت     | اعلام کاندیداتوری در | کناره گیری در  | نامزدی                                                                        | منابع         |
| ----------- | ------------------------------------------------ | ------------------------------------------------ | --------- | -------------------- | -------------- | ----------------------------------------------------------------------------- | ------------- |
| جیم وب      | ۹ فوریه ۱۹۴۶ (سن ۷۹ سال) سنت جوزف، میزوری        | سناتور ایالات متحده از ویرجینیا (۲۰۰۷–۲۰۱۳)      | ویرجینیا  | ۲ جولای, ۲۰۱۵        | ۲۰ اکتبر, ۲۰۱۵ | (Campaign • Website) FEC Filing                                               | [ ۲۶ ]        |
| لینکلن شیفی | ۲۶ مارس ۱۹۵۳ (سن ۷۱ سال) پراویدنس                | فرماندار رود آیلند (۲۰۱۱–۲۰۱۵)                   | رود آیلند | ۳ ژوئن, ۲۰۱۵         | 23 اکتبر, ۲۰۱۵ | (Campaign • Website) FEC Filing                                               | [ ۲۷ ]        |
| لارنس لسیگ  | ۳ ژوئن ۱۹۶۱ (سن ۶۳ سال) رپید سیتی، داکوتای جنوبی | استاد حقوق در مدرسه حقوق هاروارد (۲۰۰۹ تا کنون ) | ماساچوست  | 6 سپتامبر, ۲۰۱۵      | ۲ نوامبر, ۲۰۱۵ | (Campaign • Website بایگانی‌شده در ۲۰۱۵-۱۰-۲۲ توسط Wayback Machine) FEC Filing | [ ۲۸ ] [ ۲۹ ] |

## جستارهای مرتبط
کاندیداهای ریاست جمهوری حزب جمهوری‌خواه، ۲۰۱۶